# Добросинско-Магеровская сельская община
Добросинско-Магеровская сельская общи́на (укр. Добросинсько-Магерівська сільська громада) — территориальная община во Львовском районе Львовской области Украины.
Административный центр — село Добросин.
Население составляет 16 тысяч человек. Площадь — 238,6 км².

## Населённые пункты
В состав общины входит 1 посёлок (Магеров) и 35 сёл:
- Бабии
- Бышков
- Борки
- Бор-Кунинский
- Боброеды
- Бучмы
- Великое Предместье
- Вихти
- Городжев
- Гринчуки
- Добросин
- Думычи
- Думычи
- Замок
- Зарище
- Зубейки
- Каменная Гора
- Качмари
- Копти
- Кулиничи
- Кунин
- Лавриков
- Лущики
- Мавдрыки
- Миляво
- Монастырек
- Окопы
- Панчищины
- Пилы
- Пирятин
- Поддеревенка
- Подлесье
- Погариско
- Хитрейки
- Цитуля